# Roy Nissany
Roy Nissany (em hebraico, רוי ניסני; Tel Aviv, 30 de novembro de 1994) é um automobilista israelense.

## Carreira
Filho do também piloto Chanoch Nissany, que disputou a Fórmula 3000 e foi piloto de testes da equipe Minardi na Fórmula 1 em 2005, Roy estreou no kart aos 5 anos de idade. Sua carreira em monopostos iniciou-se em 2010, na Fórmula Lista Junior, conquistando uma pole-position em Monza e ficando em 8º lugar na classificação.
Correu ainda duas temporadas na ADAC Formel Masters pela equipe Mücke Motorsport in the ADAC Formel Masters, repetindo a parceria na Fórmula 3 Europeia entre 2013 e 2014. Na World Series V8 3.5, onde competiu por 3 anos, o melhor resultado foi na temporada 2016, com 3 vitórias e o quarto lugar entre 20 pilotos inscritos. Em 2017, obteve a quinta posição, com 201 pontos.

### Fórmula 2
Em março de 2018, assinou com a equipe Campos Vexatec Racing para disputar a temporada do Campeonato de Fórmula 2 da FIA de 2018.
Em 15 de janeiro de 2020, foi anunciado que Nissany havia se juntado a equipe Trident para a disputa da temporada da Fórmula 2 de 2020. Para a disputa da temporada de 2021, ele se transferiu para a DAMS. Ele permaneceu na equipe DAMS para a disputa da temporada de 2022.
Para a disputa da temporada de 2023, ele se transferiu para a PHM Racing by Charouz.

### Fórmula 1
Nissany teve sua primeira experiência com um carro de Fórmula 1 em outubro de 2014, pilotando o Sauber C31 no Circuito Ricardo Tormo. Em dezembro de 2019, ele participou de testes pós-temporada com a equipe Williams no circuito de Yas Marina. Em janeiro de 2020, foi anunciado que a Williams havia nomeado Nissany como seu piloto de teste oficial da temporada de 2020. Ele fez sua estreia no fim de semana do Grande Prêmio da Espanha, participando da primeira sessão de treinos livres com a equipe. Mais tarde, ele apareceu nas primeiras sessões de treinos livres dos Grandes Prêmios Itália e do Barém, além de representar a Williams no teste pós-temporada para jovens pilotos no circuito de Yas Marina.
Nissany foi mantido pela Williams em seu cargo de piloto de teste na temporada de 2021. Ele participou do primeiro dia de teste de pré-temporada com a equipe, registrando 83 voltas do Circuito Internacional do Barém. Ele marcou presensa nas três primeiras sessões de treinos livres com a Williams durante a temporada, nos grandes espanhóis, franceses e austríacos.
Nissany permaneceu membro da Williams Driver Academy para a temporada de 2022. No entanto, ele não participou de nenhuma sessão de treino livre naquele ano e não foi incluída na formação da academia no ano seguinte.

## Galeria de imagens

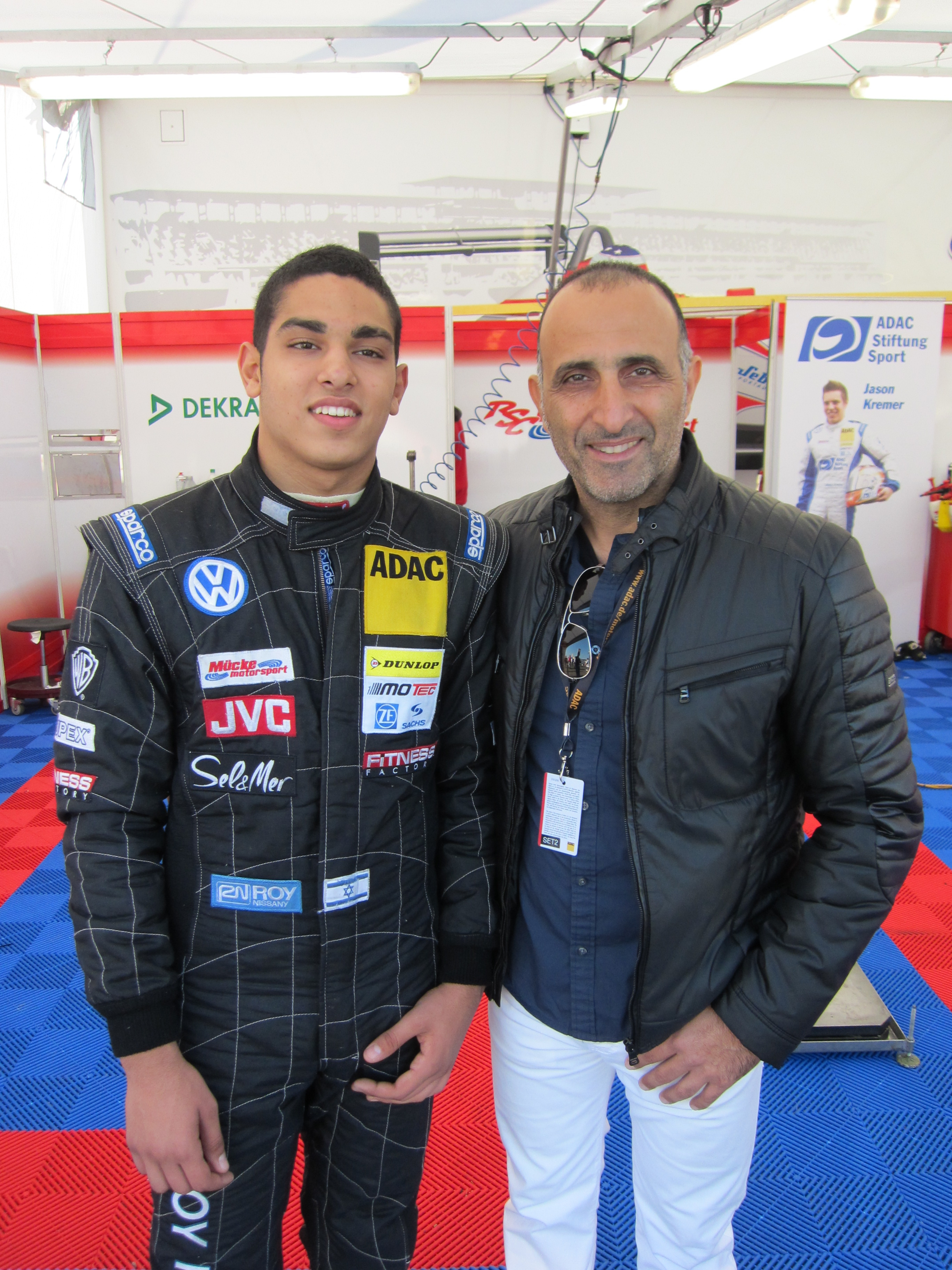
Roy e seu pai, o ex-piloto Chanoch Nissany.
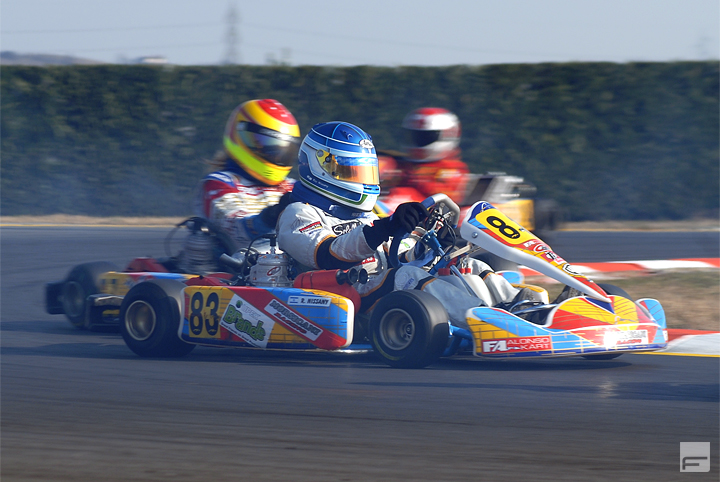
Roy Nissany no kart.
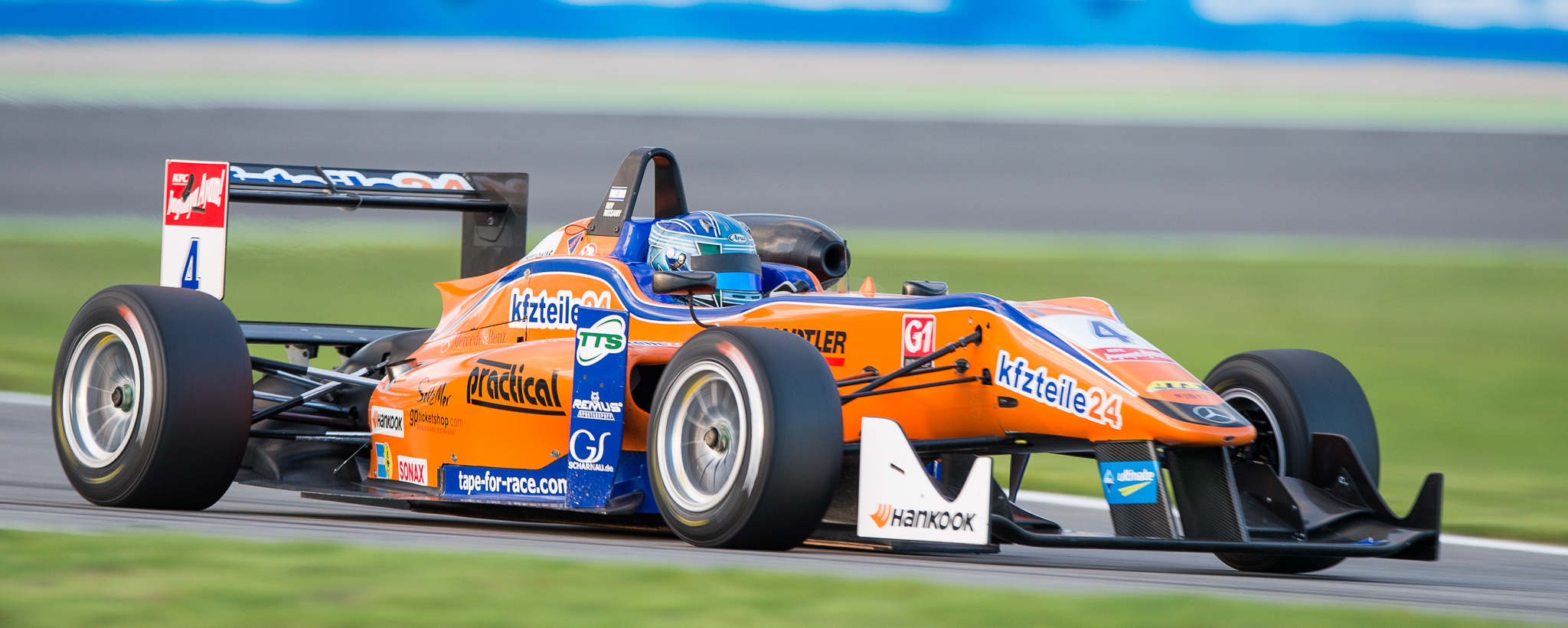
Durante a etapa de Hockenheim da Fórmula 3 Europeia, em 2014.